# Hauts plateaux Descartes
Les hauts plateaux Descartes (en anglais : Descartes Highlands) sont une zone de hautes terres lunaires située sur la face visible de la Lune.
Elle a servi de site d'alunissage de la mission américaine Apollo 16 en 1972.
Les hauts plateaux Descartes sont situés dans la zone entourant le cratère Descartes, ce qui est l'origine de leur nom.